# Libardo Niño
Libardo Niño Corredor (Yacaré, 26 de setembro de 1968) é um ciclista colombiano. Em 1992, participou dos Jogos Olímpicos de Barcelona, ficando em 76º na prova de estrada. Em 2007, perdeu a medalha de prata conquistada na prova contra o relógio nos Jogos Pan-americanos de 2007 por uso de eritropoietina.